# Abbas II Hilmi
Pour les articles homonymes, voir Abbas.
 (janvier 2020).
Abbas II Hilmi Bey (arabe : عباس حلمي باشا), né le 14 juillet 1874 à Alexandrie et mort le 19 décembre 1944 à Genève, est le dernier khédive d’Égypte.

## Biographie
Abbas II Hilmi Bey est le septième souverain de la dynastie de Méhémet Ali. Fils de Tawfiq Pacha, il devient l'héritier du trône lorsque Tawfiq prend la place de son propre père Ismā’ïl au cours de la crise de 1879. Ismā’ïl a nommé le 27 avril un gouvernement sans ministres européens, et est obligé de démissionner cinq jours après, à la suite des pressions occidentales sur le sultan ottoman. 
Abbas II reçoit une éducation occidentale et devient khédive en 1892. Il cherche à se libérer de l’influence anglaise en augmentant sa cote de popularité par des remises d’impôts et en se rapprochant de la France. L’intervention de Lord Kromer et de Kitchener l’oblige, dès 1895, à prendre pour ministre Moustapha Fahmi Pacha, qui soutient l’Angleterre. Il fait dès lors de fréquents voyages en Europe. 

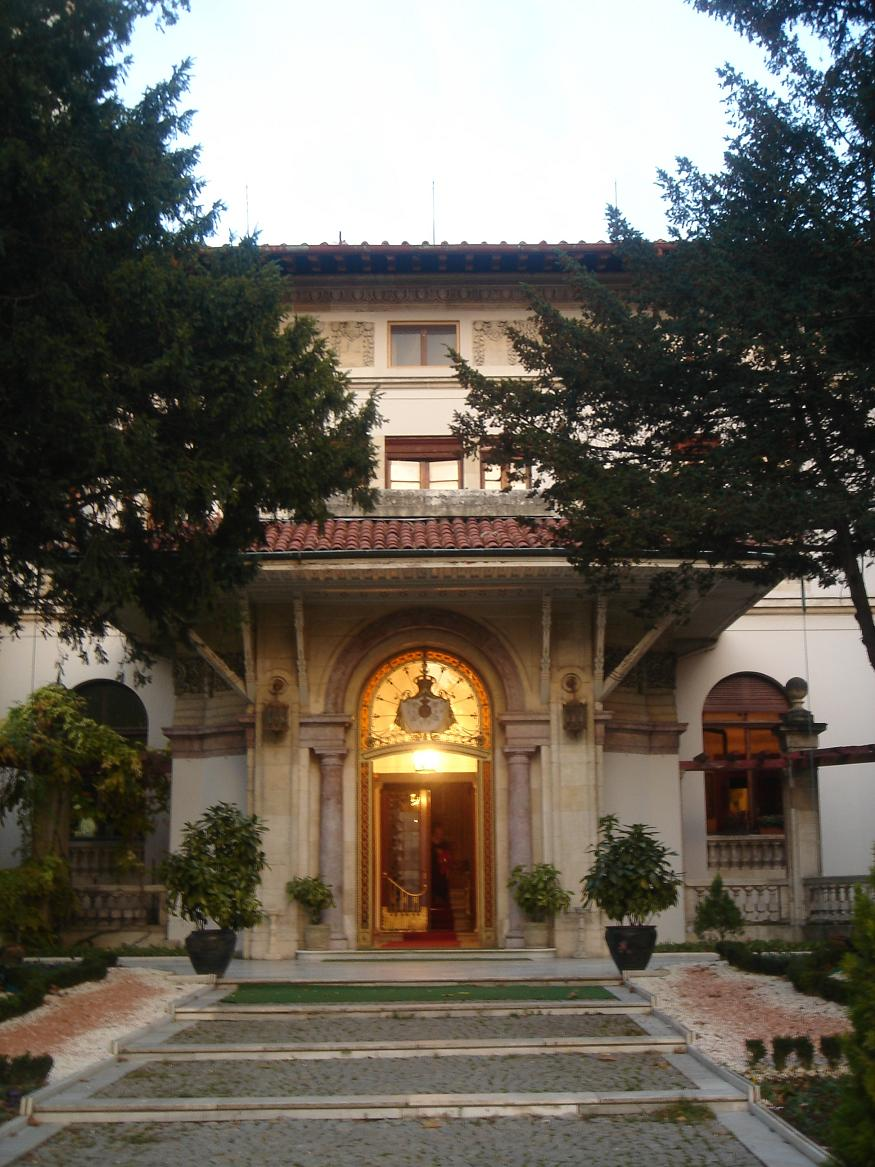
Khedive Palace, Palais du khédive d'Égypte Abbas II Hilmi (1874-1944), à Istambul, construit par l'architecte Antonio Lasciac ; il servait au khédive de résidence d'été sur le Bosphore

Après l’entrée en guerre de l'Empire ottoman au début de la Première Guerre mondiale, il appelle les Égyptiens à lutter contre l’occupant britannique. La Grande-Bretagne place alors l’Égypte sous son protectorat. En 1914, il est destitué par les autorités britanniques pour avoir soutenu le mouvement nationaliste. 
Hussein Kamal lui succède après la restauration du Sultanat d’Égypte sous protectorat britannique.
Exilé en Europe, Abbas II Hilmi Bey poursuit jusqu’à sa mort en 1944 ses activités en faveur de la cause nationaliste égyptienne, restant une figure marquante de la résistance à la domination coloniale britannique.

## Décorations étrangères
- Grand-croix de l'ordre de Skanderbeg (Albanie)

- Grand-croix de l’ordre impérial de Léopold (Monarchie austro-hongroise)
- Grand-croix de l’ordre de Saint-Étienne de Hongrie (Monarchie austro-hongroise)
- Collier de l'ordre de Ludovico (Bavière)
- Grand cordon de l’ordre de Léopold (Belgique)

- Grand-croix avec diamant de l’ordre royal de Dannebrog (Danemark)
- Grand-croix avec collier de l'ordre de Charles III (Espagne)
- Grand-croix de l’ordre de l'Étoile d'Éthiopie (Empire éthiopien)

- Grand-croix de la Légion d'honneur (France)
- Grand-croix de l’ordre du Rédempteur (royaume de Grèce)
- Grand cordon de l'ordre de Louis de Hesse (grand-duché de Hesse)
- Grand-croix de l'ordre royal des Saints-Maurice-et-Lazare (royaume d'Italie)
- Grand cordon de l'ordre de l'Osmaniye (Empire ottoman)
- Grand cordon de l'ordre du Médjidié (Empire ottoman)
- Grand-croix avec collier de l'ordre du Ouissam alaouite (royaume du Maroc)
- Grand-croix de l'ordre du prince Danilo Ier (royaume de Monténégro)
- Chevalier grand-croix de l'ordre du Lion néerlandais (Pays-Bas)
- Grand-croix de l'ordre de Saint-Stanislas (royaume de Pologne)
- Grand-croix de l’ordre de l’Aigle rouge (Prusse)
- Grand-croix de l'ordre royal d'Albert le Valeureux Roi de Saxonie (Prusse)
- Grand-croix de l'ordre de la Maison ernestine de Saxe (Prusse)

- Chevalier commandeur de l'ordre du Bain (Royaume-Uni)

- Chevalier grand-croix honoraire de l'ordre de Saint-Michel et Saint-Georges (Royaume-Uni)
- Grand-croix de l'ordre royal de Victoria (Royaume-Uni)
- Collier de l'ordre de Carol I (royaume de Roumanie)
- Chevalier de l'ordre de Saint-Alexandre Nevski (Empire russe)

- Grand-croix de l'ordre royal de l'Étoile polaire (Suède)
- Collier de l'ordre royal de Thaïlande
- Collier de l'ordre royal de Chula Chom Klao (Thaïlande)
- Grand-croix avec collier de l'ordre du Nichan Iftikhar (royaume de Tunis)
- Grand-croix de l'ordre de Pie IX (Vatican)